# La Neuville-au-Temple
La Neuville-au-Temple ist eine französische Gemeinde mit 574 Einwohnern (Stand: 1. Januar 2022) im Département Marne in der Region Grand Est. Sie gehört zum Arrondissement Châlons-en-Champagne und ist Mitglied im Gemeindeverband Communauté d’agglomération de Châlons-en-Champagne.
Sie entstand mit Wirkung vom 1. Januar 2025 als Commune nouvelle durch Zusammenlegung der bis dahin selbstständigen Gemeinden Saint-Hilaire-au-Temple und Dampierre-au-Temple, die fortan den Status als Communes déléguées besitzen. Der Verwaltungssitz befindet sich in Saint-Hilaire-au-Temple. Der Name der Gemeinde wurde mit dem Erlass des Präfekten vom 30. Oktober 2024 nachträglich geändert.

## Gemeindegliederung
| Commune déléguée                          | Ehemaliger INSEE-Code | PLZ   | Fläche (km²) | Einwohnerzahl (2022) |
| ----------------------------------------- | --------------------- | ----- | ------------ | -------------------- |
| Saint-Hilaire-au-Temple (Verwaltungssitz) | 51485                 | 51400 | 06,15        | 304                  |
| Dampierre-au-Temple                       | 51205                 | 51400 | 10,26        | 270                  |

## Geografie
La Neuville-au-Temple liegt etwa elf Kilometer nordnordöstlich von Chalons-en-Champagne und etwa 34 Kilometer südöstlich von Reims in der historischen Provinz der Champagne. Die Vesle, ein Nebenfluss der Aisne, durchquert das Gemeindegebiet von Südost nach Nord. Das Zentrum liegt auf einer Höhe von etwa 115 m an der Vesle. Das Relief des Gebiets ist flach mit einer maximalen Erhebung von 152 m des isolierten Mont Gavonne im Nordosten und minimal 110 m beim Austritt der Vesle im Norden aus dem Gemeindegebiet.
Umgeben wird La Neuville-au-Temple von den Nachbargemeinden Bouy im Nordwesten und Norden, Vadenay im Norden und Nordosten, Cuperly im Osten, Saint-Étienne-au-Temple im Südosten, Saint-Martin-sur-le-Pré und Recy im Süden, sowie La Veuve im Südwesten.

## Sehenswürdigkeiten
| Name                       | Ort                     | Bemerkungen | Bild |
| -------------------------- | ----------------------- | ----------- | ---- |
| Kirche Saint-Hilaire       | Saint-Hilaire-au-Temple |             |      |
| Saint-Pierre-et-Saint-Paul | Dampierre-au-Temple     |             |      |

## Bildung
Die Gemeinde verfügt über eine öffentliche Vor- und Grundschule (École primaire) in Dampierre-au-Temple mit 60 Schülerinnen und Schüler im Schuljahr 2024/2025.

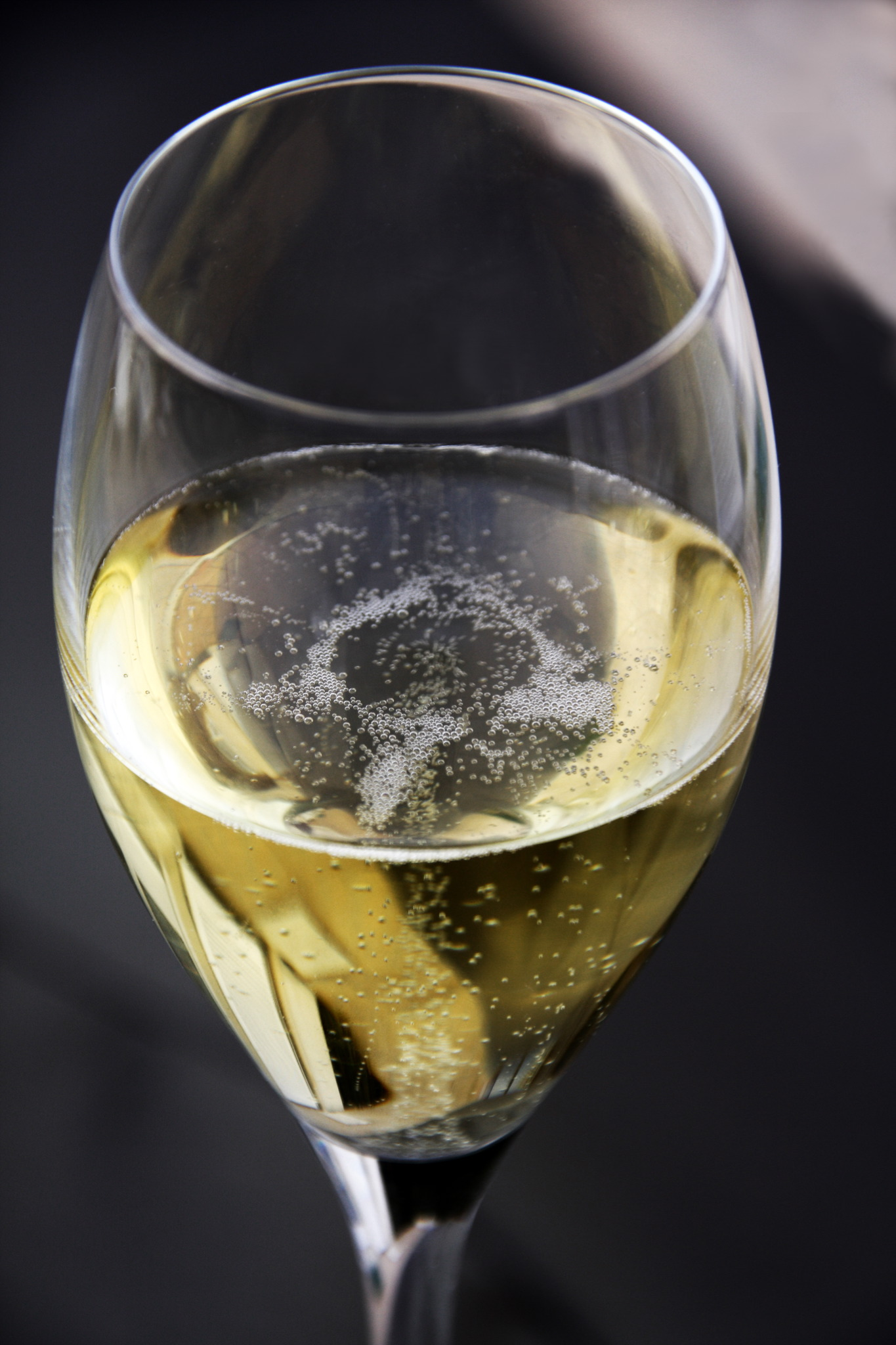
Glas mit Champagner

## Wirtschaft
La Neuville-au-Temple liegt in den Zonen AOC
- des Champagners,
- des Champagners mit den Appellationen grand cru, premier cru und rosé und
- des Coteaux champenois blanc, rosé und rouge.[4]

## Verkehr
Die Autoroute A 4 „Autoroute de l’Est“ von Paris nach Straßburg durchquert das Gemeindegebiet von West nach Ost. Die nächsten Anschlussstellen befinden sich in den Nachbargemeinden La Veuve und Saint-Étienne-au-Temple. Nachgeordnete Departementsstraßen und lokale Landstraßen verbinden die Ortsteile miteinander und mit Nachbargemeinden.
Die Gemeinde besitzt einen Bahnhof an der Bahnstrecke Châlons-en-Champagne–Reims, an der jedoch keine Züge mehr halten. Die LGV Est européenne, eine Schnellfahrstrecke, die Paris mit Ostfrankreich und Süddeutschland, Luxemburg und Schweiz verbindet, durchquert das Gemeindegebiet ohne Halt. Der nächste ist der Bahnhof Champagne-Ardenne TGV in der Nähe von Reims.